# Fahrzeug-Identifizierungsnummer

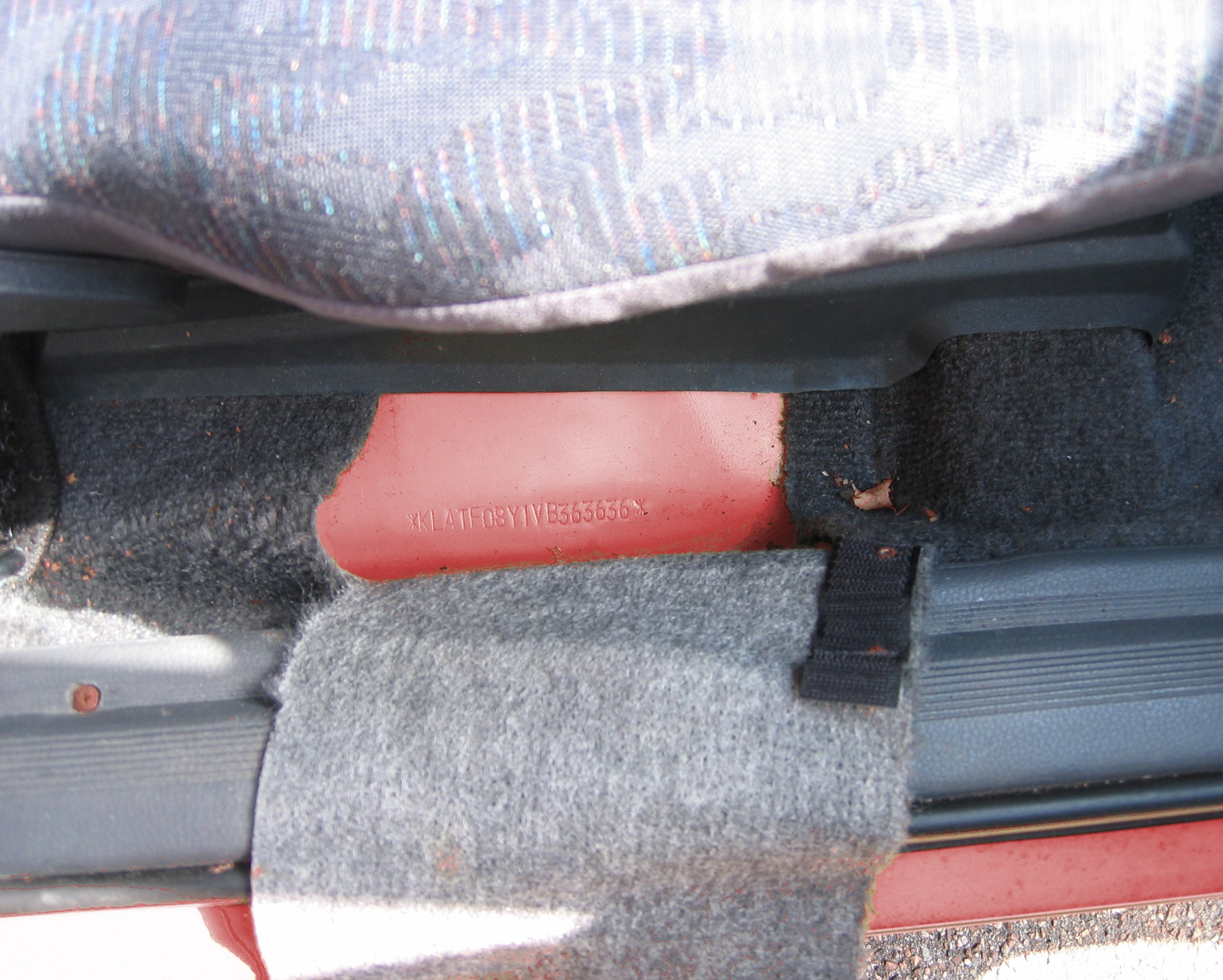
Fahrzeugidentifikationsnummer der GM-T-Plattform neben dem Beifahrersitz

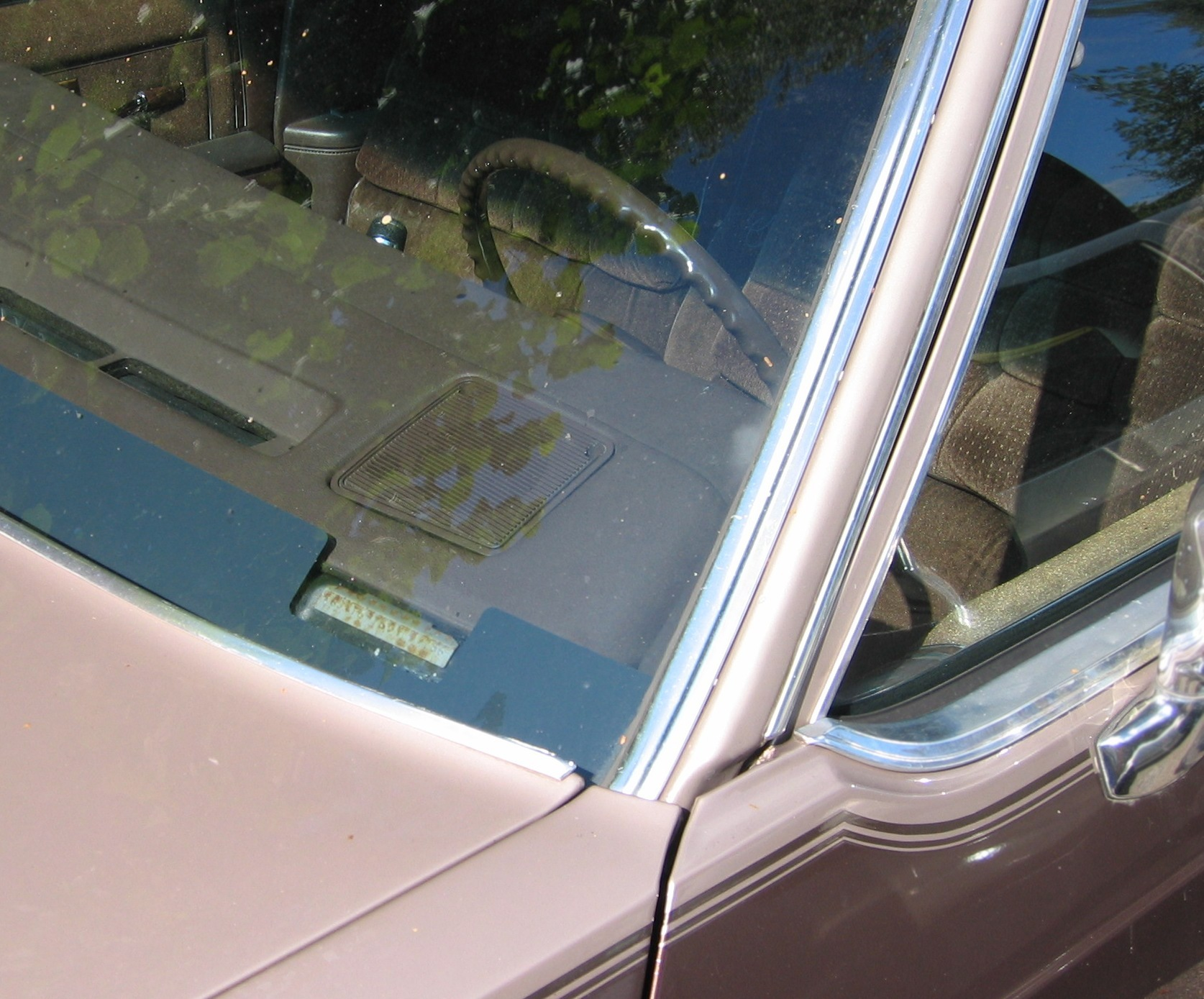
Fahrzeugidentifikationsnummer eines US-Fahrzeuges unter der Windschutzscheibe

Die Fahrzeug-Identifizierungsnummer (FIN) (englisch vehicle identification number, VIN) ist eine international normierte, 17-stellige Seriennummer, mit der ein Kraftfahrzeug eindeutig identifizierbar ist. Sie entspricht unter Berücksichtigung internationaler Angleichungen der vormaligen Fahrgestellnummer und wird umgangssprachlich auch nach wie vor und weit verbreitet so genannt.

## Anbringung
Die Nummer findet sich zum einen im Fahrzeugschein, außerdem mehrfach am Fahrzeug selbst, meist im Motorraum oder der rechten Fahrzeughälfte. Bei US-Fahrzeugen oder für diesen Markt bestimmten Fahrzeugen ist sie an der Windschutzscheibe links unten und von außen ersichtlich angebracht. Sie ist aus Gründen der Manipulationssicherheit mehrfach vorhanden und eingeschlagen oder tiefgezogen. Bis Erstzulassung 1. Oktober 1969 kann die FIN eingraviert oder auf einem separaten aufgenieteten Blechschild angebracht sein.

## Aufbau
Die FIN besteht aus einer Herstellerkennung (World Manufacturer Identifier), zum Beispiel W0L für Opel und Vauxhall, WDB für die Daimler AG, WVW für Volkswagen, WF0 für Ford (Deutschland) oder VF7 für Citroën, einem herstellerspezifischen Schlüssel und einer meist vom Baujahr abhängigen, fortlaufenden Nummer. Manchen Herstellern sind mehrere Herstellerkennungen zugeordnet. Die international vereinheitlichte FIN wurde durch die EU-Verordnung 76/114/EWG im Jahr 1981 ins Leben gerufen und ersetzte die bis dahin zur eindeutigen Identifikation eines Autos verwendete, herstellerspezifische Fahrgestellnummer. Diese frühere Bezeichnung war teilweise überholt, da PKWs bereits seit den 1930er Jahren häufig kein separates Fahrgestell, sondern selbsttragende Karosserien besaßen, während Nutzfahrzeuge und Krafträder nach wie vor über ein Fahrgestell verfügen. Die FIN wird unter anderem auch nach wie vor ins Fahrgestell, soweit vorhanden, ansonsten in die Karosserie eingestanzt.
Beispiel einer FIN für einen Opel oder Vauxhall: W0L000051T2123456.
Nur die folgenden arabischen Ziffern und lateinischen Großbuchstaben dürfen in einer FIN verwendet werden:
```
1234567890 ABCDEFGH JKLMN P RSTUVWXYZ
```

Gesperrt sind die Buchstaben I, O und Q aufgrund der hohen Verwechslungsgefahr mit den Ziffern 0 und 1.
| Stelle      | 1                                                           | 2                                                           | 3                                                           | 4                                                            | 5                                                            | 6                                                            | 7                                                            | 8                                                            | 9                                                            | 10                                                  | 11                                                  | 12                                                  | 13                                                  | 14                                                  | 15                                                  | 16                                                  | 17                                                  |                     |                     |
| Beispiel    | S                                                           | B                                                           | 1                                                           | 6                                                            | 4                                                            | A                                                            | B                                                            | N                                                            | 1                                                            | P                                                   | E                                                   | 0                                                   | 8                                                   | 2                                                   | 9                                                   | 8                                                   | 6                                                   |                     |                     |
| ISO 3779    | Welt-Herstellercode (World manufacturer identification WMI) | Welt-Herstellercode (World manufacturer identification WMI) | Welt-Herstellercode (World manufacturer identification WMI) | fahrzeugbeschreibender Teil (Vehicle descriptor section VDS) | fahrzeugbeschreibender Teil (Vehicle descriptor section VDS) | fahrzeugbeschreibender Teil (Vehicle descriptor section VDS) | fahrzeugbeschreibender Teil (Vehicle descriptor section VDS) | fahrzeugbeschreibender Teil (Vehicle descriptor section VDS) | fahrzeugbeschreibender Teil (Vehicle descriptor section VDS) | fortlaufende Nummer (Vehicle indicator section VIS) | fortlaufende Nummer (Vehicle indicator section VIS) | fortlaufende Nummer (Vehicle indicator section VIS) | fortlaufende Nummer (Vehicle indicator section VIS) | fortlaufende Nummer (Vehicle indicator section VIS) | fortlaufende Nummer (Vehicle indicator section VIS) | fortlaufende Nummer (Vehicle indicator section VIS) | fortlaufende Nummer (Vehicle indicator section VIS) |                     |                     |
| Nordamerika | Welt-Herstellercode                                         | Welt-Herstellercode                                         | Welt-Herstellercode                                         | Baureihe, Motortyp und Ausstattung                           | Baureihe, Motortyp und Ausstattung                           | Baureihe, Motortyp und Ausstattung                           | Baureihe, Motortyp und Ausstattung                           | Baureihe, Motortyp und Ausstattung                           | Prüfziffer                                                   | Modelljahr                                          | Herstellerwerk                                      | fortlaufende Nummer                                 | fortlaufende Nummer                                 | fortlaufende Nummer                                 | fortlaufende Nummer                                 | fortlaufende Nummer                                 | fortlaufende Nummer                                 | fortlaufende Nummer | fortlaufende Nummer |

## Arten
Es gibt zwei verschiedene Normen für die FIN. Hersteller in den Ländern der Europäischen Union verwenden die ISO-Norm 3779, während nordamerikanische Hersteller ein strengeres, aber mit der ISO-Norm konformes System nutzen.

### Europäische FIN ab 1981
Die Fahrzeug-Identnummer wurde in Europa nach der Richtlinie 76/114/EWG vergeben. Diese Richtlinie wurde jedoch gemäß der VO (EG) Nr. 661/2009 mit Wirkung vom 1. November 2014 aufgehoben. Sie wurde durch die Verordnung der EU 19/2011 ersetzt, die sich hinsichtlich der Beschreibung des Aufbaus der FIN gegenüber der 76/114/EWG nicht unterscheidet.
Vor 1981 gab es keine allgemeinverbindlichen Normen für diese Nummer, so dass Fahrzeughersteller damals individuell vergebene Fahrgestellnummern benutzten.
In Deutschland ist die Verpflichtung des Herstellers zum Anbringen der FIN in § 59 Abs. 1 Nr. 4 StVZO und die Speicherung der FIN im Zentralen Fahrzeugregister in § 33 Abs. 1 Nr. 1 StVG geregelt.
| Stelle | Bedeutung |
| ------ | --- |
| 1–3    | Welt-Hersteller-Code (WMI) |
| 4–9    | Baureihe: Kann vom Hersteller festgelegt werden. Nicht benutzte Zeichen sind mit Buchstaben oder Ziffern (nach Wahl des Herstellers) zu besetzen. Bei VW/Audi z. B. werden die normalerweise nicht benutzten Stellen 4–6 mit ZZZ gefüllt, bei Opel/Vauxhall die Stellen 4–7 mit 0000. |
| 10     | optional Modelljahrescode: Das Produktionsjahr wird durch die ISO-Norm 3779:2009 festgelegt. Die Zeichen 123456789 ABCDEFGH JKLMN P RST VWXY kodieren jeweils 30 Jahre, beginnend 1971. Eine 3 bedeutet also 1973 oder 2003. Die Zeichen I, O, Q, U und Z werden wegen Verwechslungsgefahr nicht verwendet. Der Modelljahrescode stimmt nicht unbedingt mit dem Herstellungsjahr überein: Das Modelljahr beginnt z. B. bei VW oder auch bei Opel normalerweise mit den Werksferien des Vorjahres, ein im Oktober 2005 produziertes Fahrzeug bekommt damit die Modelljahresnummer 6. Sonst Teil der fortlaufenden Nummerierung. |
| 11     | optional Herstellerwerk: Bei VW z. B. W=Wolfsburg, E=Emden, M=Puebla (Mexiko), bei Opel z. B. 1=Rüsselsheim, 2=Bochum, sonst Teil der fortlaufenden Nummerierung |
| 12–14  | zweiter Teil der WMI, bei WMIs deren 3. Stelle 9, sonst Teil der fortlaufenden Nummerierung |
| 12–17  | fortlaufende aufsteigende Nummer |

Die Stellen 4–9 werden für Exportfahrzeuge in die USA den dortigen Richtlinien angepasst.
Beispiel bei Mercedes-Benz:
WDD 169 007-1J-236589
Im WDD ist das Kennzeichen für Deutschland (W) und für den Hersteller Mercedes-Benz (DD, bei anderen Modellen auch WDC/WDB) enthalten. Die darauffolgenden drei Ziffern stehen hier für die Modellreihe 169 (A-Klasse). 007 ist hier das Kennzeichen für Karosserieform, Motor und beispielsweise Allradantrieb etc. 1 für Linkslenker, J bezeichnet die Produktionsstätte (hier Rastatt, bei anderen Modellen auch F, B etc.). Danach folgen die sechs fortlaufenden Ziffern.
Beispiel bei Volkswagen:
WVWZZZ1JZ3W386752
WVW – bedeutet deutscher Hersteller Volkswagen
ZZZ – bleibt ungenutzt
1J – bezeichnet Modell (hier Golf IV oder Bora)
3   – Modelljahr 2003
W   – Wolfsburg
386752 – ist die Nummer des im Modelljahr 2003 hergestellten Golf IV/Bora.

### Honda V.I.N. (1979 bis 1995)
Die Vehicle-Identify-Number (V.I.N.) war eine interne Fahrzeugidentifikationsnummer von Honda, die von 1979 bis 1995 an Motorrädern verwendet wurde. Sie bestand aus einer 11-stelligen Buchstaben- und Zahlenfolge.

### Amerikanische VIN ab 2003
Die US-VIN wird in den USA, Kanada, Brasilien, Südkorea, Mexiko, Saudi-Arabien und Jordanien verwendet, in Israel ist eine Mischform aus US- und europäischer Norm in Gebrauch.
| Stelle | Bedeutung |
| ------ | --- |
| 1–3    | Welt-Hersteller-Code |
| 4-8    | Vom Hersteller definierte Zahlenfolge. Es müssen laut der NHTSA mehrere Eigenschaften der Fahrzeuge beschrieben werden. Die Anzahl der beschriebenen Eigenschaften unterscheidet sich bei den unterschiedlichen Fahrzeugklassen. (PKW, LKW etc.) Da die Anzahl der Eigenschaften, die Anzahl der möglichen Stellen in der VIN überschreitet müssen diese vom Hersteller individuell umcodiert werden. |
| 9      | Prüfziffer |
| 10     | Modelljahrescode: Das Produktionsjahr wird durch die ISO-Norm 3779-1983 festgelegt. Die Zeichen 123456789ABCDEFGHJKLMNPRSTVWXY kodieren jeweils 30 Jahre, beginnend 1971. Eine 3 bedeutet also 1973 oder 2003. Die Zeichen I, O, Q, U und Z sind wegen Verwechslungsgefahr übersprungen. |
| 11     | Herstellerwerk |
| 12–17  | fortlaufende aufsteigende Nummer |

## Weltherstellercode (WMI)
Die ersten drei Ziffern der FIN identifizieren den Kraftfahrzeughersteller laut dem Weltherstellercode (engl.: World Manufacturer Identifier, WMI). Zu beachten ist dabei, dass Hersteller hier die Vertriebsmarke bezeichnet. Beim Badge Engineering gibt es hier Abweichungen, beispielsweise wird der Opel Movano von SoVAB produziert, trägt jedoch den Herstellercode von Opel.
Hersteller mit einer Produktionsrate von weniger als 500 Fahrzeugen jährlich verwenden die Ziffer 9 an der dritten Stelle und die 12. bis 14. Stelle der FIN als zweiten Teil der Identifikationsnummer. Einige Hersteller codieren mit der dritten Stelle der FIN den Fahrzeugtyp (z. B. Bus oder Lkw), einen Bereichsteil des Unternehmens oder beides kombiniert. Beispiel: der Hersteller General Motors, Herstellercode 1G, benutzt den Code 1G1 für die Marke Chevrolet (Pkw), 1G2 für die Marke Pontiac (Pkw) und 1GC wieder für Chevrolet, allerdings wird dieser Code nur an Lkw vergeben.

### WMI-Regionen
Der erste Buchstabe des Weltherstellercodes gibt die Region des Herstellers an. In der Praxis ist jeder einzelne auf das Herstellerland zugewiesen. Hersteller, die gemeinsam grenzüberschreitend produzieren, sind gekennzeichnet.

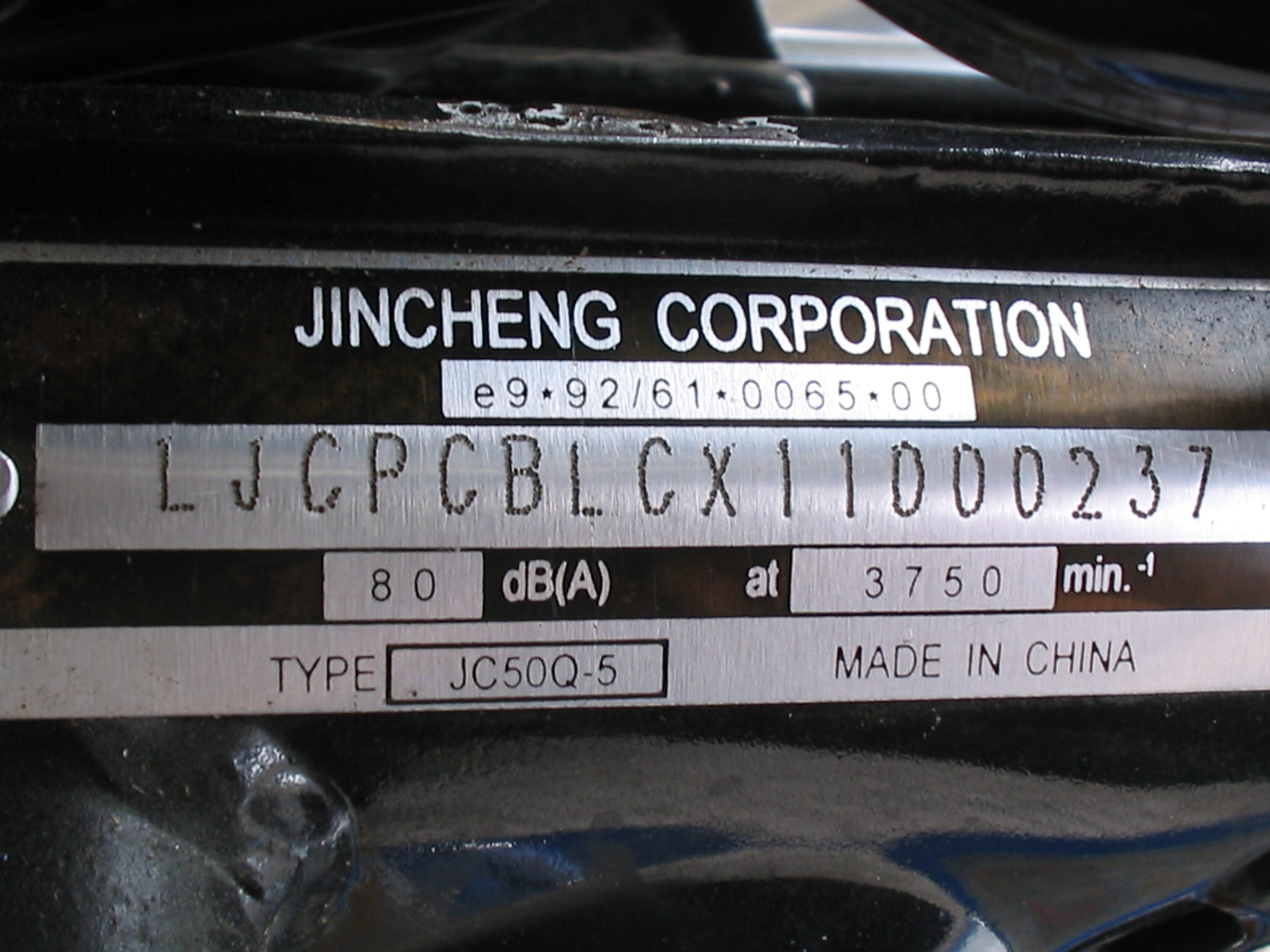
Rahmen aus China

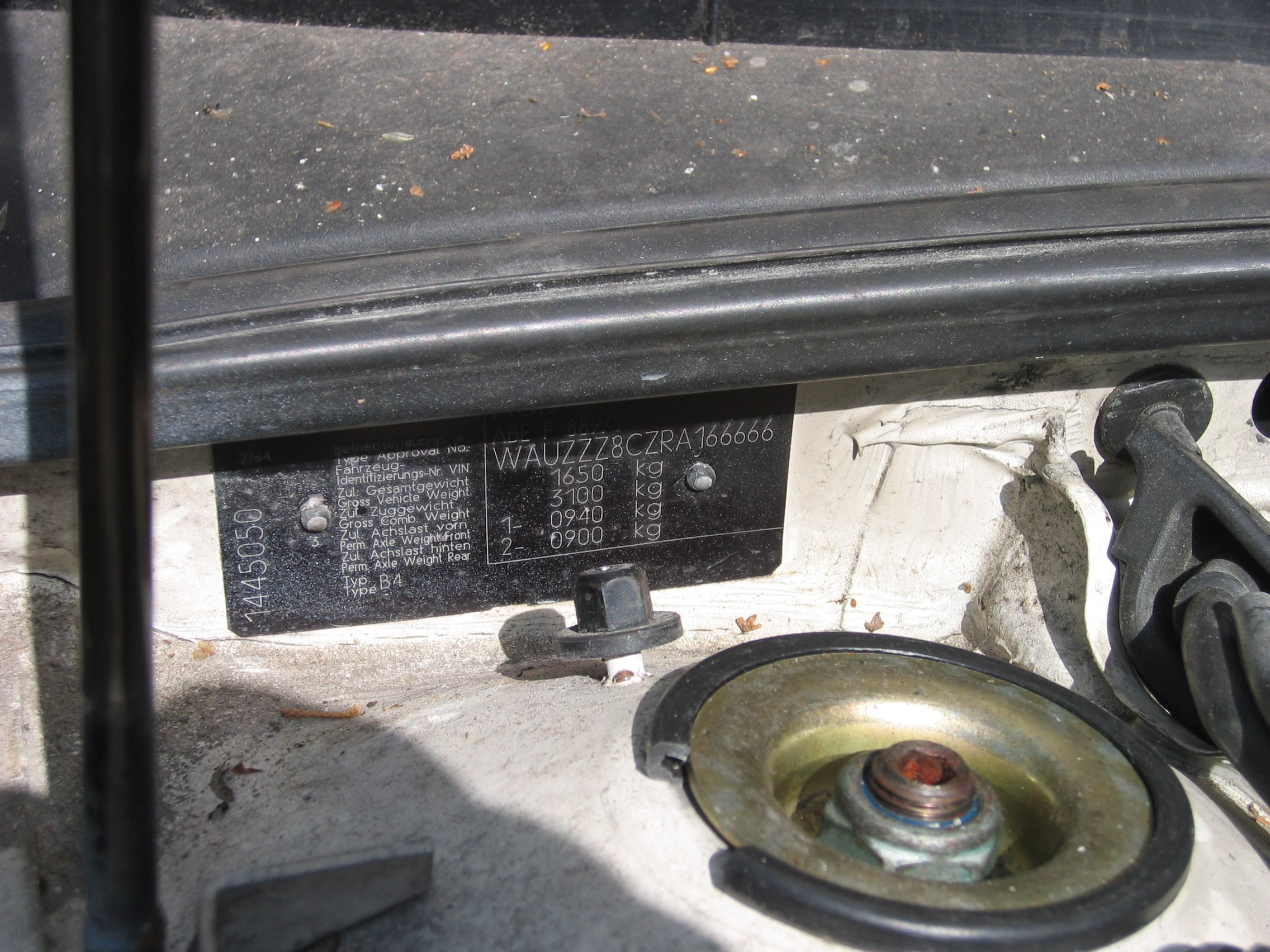
Fahrzeugidentifikationsnummer im Typenschild eines Audi 80 Typ 8C

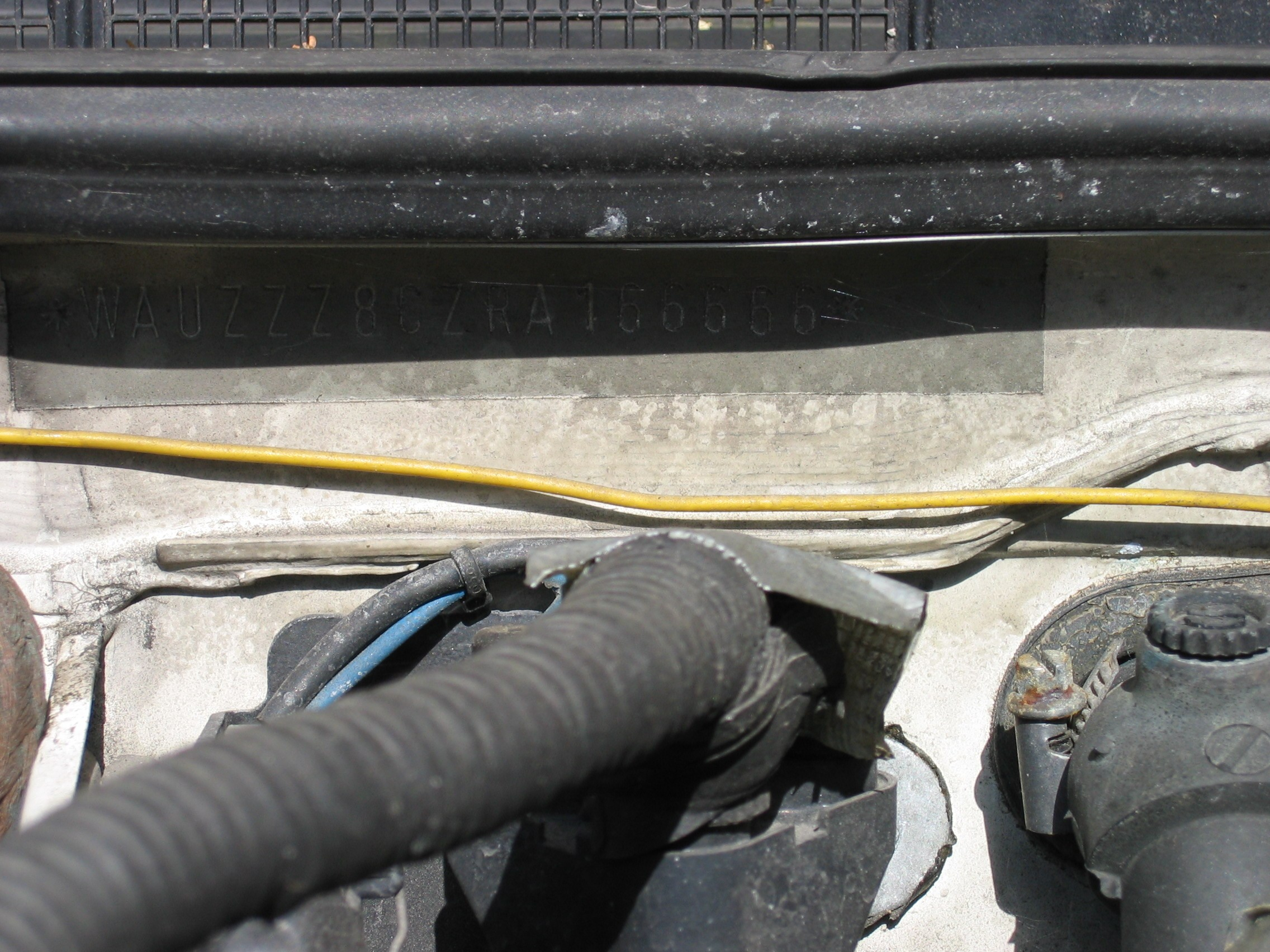
Fahrzeugidentifikationsnummer in der Motorraumtrennwand eingeschlagen (Audi 80 Typ 8C)

| WMI | Region              | Bemerkungen |
| --- | ------------------- | --- |
| A–H | Afrika              | AA–AH = Südafrika |
| J–R | Asien               | J = Japan KL–KR = Südkorea L = VR China MA–ME = Indien MF–MK = Indonesien ML–MR = Thailand NL–NM = Türkei PA–PE = Philippinen PL–PR = Malaysia RA–RE = Vereinigte Arabische Emirate RF–RK = Taiwan RL–RR = Vietnam |
| S–Z | Europa              | SA–SM = Vereinigtes Königreich SN–ST = Deutschland SU–SZ = Polen TA–TH = Schweiz TJ–TP = Tschechische Republik TR–TV = Ungarn UA–UM = Dänemark UN–UT = Irland UU–UZ = Rumänien U1–U7 = Slowakei VA–VE = Österreich VF–VR = Frankreich VS–VW = Spanien VX–V2 = Jugoslawien W = Deutschland XL–XP = Niederlande XS–XW = UdSSR X3–X0 = Russland YA–YE = Belgien YF–YK = Finnland YS–YW = Schweden ZA–ZR = Italien |
| 1–5 | Nordamerika         | 1, 4, 5 = USA 2 = Kanada 3 = Mexiko |
| 6–7 | Australien/Ozeanien | 6A–6W = Australien 7A–7E = Neuseeland |
| 8–0 | Südamerika          | 8A–8E = Argentinien 8X–82 = Venezuela 9A–9E = Brasilien 9F–9J = Kolumbien 93–99 = Brasilien |

### Liste von gemeinsamen WMI
Die Society of Automotive Engineers vergibt die WMI an Länder und Marken. Die folgende Liste zeigt eine kleine Auswahl von gemeinsam genutzten Weltherstellercodes.
| WMI                | Hersteller / Marke                                                     |
| ------------------ | ---------------------------------------------------------------------- |
| CL9                | Wallyscar                                                              |
| JA                 | Isuzu                                                                  |
| JF                 | Fuji Heavy Industries (Subaru)                                         |
| JH                 | Honda                                                                  |
| JMB                | Mitsubishi                                                             |
| JMZ                | Mazda                                                                  |
| JN                 | Nissan                                                                 |
| JS                 | Suzuki                                                                 |
| JT                 | Toyota Japan                                                           |
| KL                 | Daewoo                                                                 |
| KMH                | Hyundai (Korea)                                                        |
| KN                 | Kia                                                                    |
| KNE                | Kia (Montage nicht Korea)                                              |
| KPT                | Ssangyong                                                              |
| LFV                | FAW-Volkswagen Automotive Co.                                          |
| LPS                | Polestar                                                               |
| LRW                | Tesla China                                                            |
| LSV                | SAIC Volkswagen                                                        |
| SAJ                | Jaguar                                                                 |
| SAL                | Land Rover                                                             |
| SAR                | Rover                                                                  |
| SCC                | Lotus Cars                                                             |
| SUU                | Solaris Bus & Coach                                                    |
| TMA                | Hyundai (Tschechische Republik)                                        |
| TMB                | Škoda                                                                  |
| TRU                | Audi (Ungarn)                                                          |
| UU                 | Dacia                                                                  |
| U5Y                | Kia (Slowakei, Pkw)                                                    |
| U6Z                | Kia (Slowakei, SUV)                                                    |
| VA0                | ÖAF Gräf & Stift AG (Österreich)                                       |
| VFA                | Alpine, heute Renault                                                  |
| VF1                | Renault                                                                |
| VF3                | Peugeot                                                                |
| VF7, VR7           | Citroën                                                                |
| VNK                | Toyota Frankreich                                                      |
| VR1                | DS Automobiles ab 2017                                                 |
| VR3                | Peugeot ab 2017                                                        |
| VR7                | Citroën ab 2017                                                        |
| VSK                | Nissan Spanien                                                         |
| VSS                | Seat                                                                   |
| WAG                | Neoplan                                                                |
| WAU                | Audi                                                                   |
| WAP                | ALPINA                                                                 |
| WBA                | BMW                                                                    |
| WBS                | BMW M GmbH                                                             |
| WBY                | BMW i (Elektro)                                                        |
| WDB, W1K, W1N, WMX | Mercedes-Benz AG                                                       |
| WDC, WDD, WDF, WMX | DaimlerChrysler/Daimler AG (seit 2020 abgelöst durch Mercedes-Benz AG) |
| WEB                | EvoBus                                                                 |
| WF0                | Ford Deutschland                                                       |
| WGF                | GFB GmbH                                                               |
| WJR                | Irmscher                                                               |
| WKA                | Kaeser Kompressoren                                                    |
| WKK                | Kässbohrer Fahrzeugwerke                                               |
| WLA                | Langendorf GmbH                                                        |
| WMA                | MAN                                                                    |
| WME                | Smart                                                                  |
| WMW                | MINI                                                                   |
| WP0                | Porsche                                                                |
| WP1                | Porsche Cayenne, Porsche Macan                                         |
| WSM                | Schmitz Cargobull                                                      |
| WUA                | Audi Sport GmbH                                                        |
| WVG                | Volkswagen                                                             |
| WVM                | VW-MAN                                                                 |
| WVW                | Volkswagen                                                             |
| WV1                | Volkswagen Nutzfahrzeuge                                               |
| WV2                | Volkswagen Nutzfahrzeuge                                               |
| W0L, W0V, VXK      | Opel, Vauxhall                                                         |
| W0SV               | Opel Special Vehicles                                                  |
| W08                | Saturn Astra                                                           |
| W09                | deutsche Hersteller < 500 Fz.                                          |
| XP7                | Tesla Deutschland                                                      |
| YK1                | Saab                                                                   |
| YS3                | Saab                                                                   |
| YV1                | Volvo                                                                  |
| ZAR                | Alfa Romeo                                                             |
| ZCF                | Iveco                                                                  |
| ZDF                | Ferrari Dino                                                           |
| ZFA                | Fiat                                                                   |
| ZFF                | Ferrari                                                                |
| ZHW                | Lamborghini                                                            |
| ZLA                | Lancia                                                                 |
| ZAM                | Maserati                                                               |
| 1C                 | Chrysler                                                               |
| 1F                 | Ford Motor Company                                                     |
| 1G                 | General Motors                                                         |
| 1G3                | Oldsmobile                                                             |
| 1GC                | Chevrolet                                                              |
| 1GM                | Pontiac                                                                |
| 1H                 | Honda USA                                                              |
| 1J                 | Jeep                                                                   |
| 1L                 | Lincoln                                                                |
| 1M                 | Mercury                                                                |
| 1N                 | Nissan USA                                                             |
| 1VW                | Volkswagen USA                                                         |
| 1YV                | Mazda USA                                                              |
| 2F                 | Ford Motor Company Kanada                                              |
| 2G                 | General Motors Kanada                                                  |
| 2G1                | Chevrolet Kanada                                                       |
| 2G1                | Pontiac Kanada                                                         |
| 2HM                | Hyundai Kanada                                                         |
| 2M                 | Mercury                                                                |
| 3F                 | Ford Motor Company Mexiko                                              |
| 3G                 | General Motors Mexiko                                                  |
| 3H                 | Honda Mexiko                                                           |
| 3VW                | Volkswagen Mexiko                                                      |
| 4F                 | Mazda USA                                                              |
| 4M                 | Mercury                                                                |
| 4S                 | Subaru of Indiana Automotive                                           |
| 4US                | BMW USA                                                                |
| 5L                 | Lincoln                                                                |
| 5YJ                | Tesla USA                                                              |
| 6F                 | Ford Motor Company Australien                                          |
| 6H                 | General Motors-Holden                                                  |
| 6MM                | Mitsubishi Motors Corporation Australien                               |
| 6T1                | Toyota Australien                                                      |
| 9BW                | Volkswagen do Brasil (Brasilien)                                       |

Für die dritte Stelle wird eine 9 vergeben, wenn es sich um einen kleinen Hersteller handelt. In Deutschland ist der Herstellercode dann W09. Der Hersteller wird dabei in den Stellen 12–14 codiert.